# Benfeld
Benfeld là một xã thuộc tỉnh Bas-Rhin trong vùng Grand Est đông bắc Pháp.
The handsome 1846 synagogue survived the Nazi occupation.